# Bourse Gustav-Suits
Pour les articles homonymes, voir Suits (homonymie).
La bourse Gustav-Suits (estonien : Gustav Suitsu stipendium) ou Prix de poésie Gustav-Suits (estonien : Gustav Suitsu luulepreemia) est un prix décerné chaque 14 mars par la fondation culturelle de Tartu et la ville de Tartu.
Le nom de du prix est en mémoire de Gustav Suits.

## Lauréats
- 2004 : Kauksi Ülle pour "Käänupäiv".
- 2005 : Lauri Sommer pour "Nõidade õrnus".
- 2006 : Kristiina Ehin pour "Kaitseala".
- 2007 : Hando Runnel pour "Viru veri ei värise".
- 2008 : Priidu Beier pour "Saatmata kirjad".
- 2009 : Kalju Kruusa pour "Pilvedgi mindgi liigutavadgi".
- 2010 : Indrek Hirv pour "Veesilm".
- 2011 : Ene Mihkelson pour "Torn".
- 2012 : Carolina Pihelgas pour "Õnnekangestus".
- 2013 : Hasso Krull pour "Veel ju vist".
- 2014 : Margus Lattik, pour "Käe all voogav joon".
- 2015 : Marko Kompus, pour "Poeedinahk".
- 2016 : Jüri Kolk, pour "Mee lakkumine ei ole meelakkumine".
- 2017 : Tõnis Vilu, pour "Kink psühholoogile".
- 2018 : Aare Pilv, pour "Kui vihm saab läbi".